# Laëtitia Trouvé
Laëtitia Trouvé est une cheffe d'orchestre française.

## Biographie
Premiers prix de violon, de musique de chambre et de formation musicale, Laëtitia Trouvé obtient au conservatoire à rayonnement régional de Boulogne-Billancourt une première médaille d'harmonie et de contrepoint, les premiers prix d'analyse, de culture musicale et d'orchestration.
Prix de la Sacem en 1996 et 1999, elle obtient également au Conservatoire national supérieur de musique de Paris le Diplôme de Formation Supérieure avec les premiers prix d'analyse et de culture musicale.
En 1996 et 1997, elle est violoniste à l'Orchestre français des jeunes, où elle rencontre Marek Janowski. Elle travaille également avec Yutaka Sado et Gianluigi Gelmetti.
En 2000, elle entre au Conservatoire royal de Liège (Belgique), où elle reçoit en 2002 le premier prix de direction d'orchestre avec la plus grande distinction et les félicitations du jury.
Elle dirige le Sofia Soloists Chamber Orchestra (Bulgarie), l'Orchestre philharmonique royal de Liège (Belgique), l'Orchestre des Concerts Lamoureux (salle Pleyel), l'Orchestre Colonne (salle Wagram), les solistes de l’Orchestre symphonique de Mulhouse, l’Orchestre d'harmonie de la musique des gardiens de la paix (Paris), l'Orchestre français des jeunes. Elle est nommée directrice musicale de la formation symphonique du Chœur et Orchestre des Grandes Écoles (COGE) durant cinq saisons, de 2008 à 2013, et dirige également la maîtrise de Bretagne, la maîtrise de l'Opéra de Liège et la maîtrise de Notre-Dame de Paris ,.
Elle est actuellement professeur au Conservatoire municipal agréé de Vincennes. Elle dirige les orchestres à cordes de ce conservatoire, le chœur et orchestre Oya Kephale,,,, entre 2005 et 2019, ainsi que l'Orchestre symphonique Les Clés d'Euphonia, dont elle est la directrice musicale depuis juillet 2011. En mai 2017, elle rejoint le projet Dispositif d'Éducation Musicale et Orchestrale à vocation Sociale (DEMOS) de la Communauté d'agglomération Maubeuge Val de Sambre, piloté par la Cité de la musique - Philharmonie de Paris, projet qu'elle conduira artistiquement et dont elle encadrera l’ensemble des répétitions et concerts durant trois ans.